# Académie nationale de cuisine
Ne doit pas être confondu avec Académie culinaire de France.
L'Académie nationale de cuisine est une académie créée en 1975 en France. Elle organise ou participe à des concours, des salons professionnels et des ateliers en France ou à l'étranger. L'association a été fondée conjointement par Dominique Weber, Gui Gedda, Jacques Charrette, Alain Sebban et Vincent Weber. L'association loi de 1901 est déclarée en 1977.

## Objet
Cette académie est ouverte à tous les professionnels des métiers de bouche reconnus par leurs pairs : cuisine, charcuterie, traiteurs chocolatiers confiseurs boulangers. Elle est présidée par Éric Vandevelde depuis le 24 janvier 2025, qui succède à Jean-Marc Mompach, Lucien Veillet, Jacques Charrette, Alain Sebban et Dominique Weber .
Cette académie a initié :
- Conservatoire national de la cuisine en 1990 [5],[6]

- Prix Livres & Savoirs de la littérature culinaire, dont parmi les lauréats : Philippe Urraca, Éric Glâtre, Philippe Cerfeuillet, Patrick Jeffroy, Kilien Stengel, Michel Maincent, Gilbert Wenzler, Jean-Pierre Duval (photographe), Marie Schoepfer, Simone Morgenthaler, Gilles Laurendon, Lise Bésème-Pia, Pierre-Brice Lebrun, Paul Ariès, Babette de Rozières, Jean-Pierre Poulain, les Éditions de l'Épure ou Romain Pages Éditions...
- Label « Qualité Traditions Régionales »
- Revue « Toque d’Or Magazine »
- Concours « Toque d’Or international », dont divers grands chefs en furent lauréats : François Adamski, Jacques Charrette Coach de l'Équipe de France pour la Coupe du Monde de Pâtisserie, Scordel Francis  Maître Cuisinier de France , Alain Montigny Meilleur ouvrier de France, Guillaume Gomez chef de l'Elysée [7], Thibaut Ruggeri [8], Gérald Passédat, Philippe Conticini ...
- « Trophée Avenir Raymond Vaudard », , dont divers grands chefs en furent lauréats : Jérôme Dubois Meilleur ouvrier de France, Stéphane Collet Meilleur ouvrier de France, etc.
- des concours régionaux, tels que le Concours international de Carbonnade flamande[9].

Il est à noter qu'il ne faut pas confondre l'Académie nationale de cuisine avec l'association analogue, l'Académie culinaire de France.

## Site officiel
- Site officiel